# ジョン・S・マケイン・シニア
ジョン・シドニー・マケイン・シニア (John Sidney McCain Sr.、 1884年8月9日 - 1945年9月6日) は、アメリカ海軍の軍人。最終階級は大将。第二次世界大戦中の高速空母機動部隊指揮官として知られる。
彼の同名の息子ジョン・S・マケイン・ジュニアもアメリカ海軍の提督であった。孫のジョン・マケイン三世は海軍士官でありアリゾナ州選出の上院議員（共和党）、2008年の大統領選挙の有力候補者であった。

## 生涯

### 青年期
マケインはミシシッピ州キャロル郡でプランテーションを経営するジョン・シドニー・マケイン（1851年 - 1934年）とエリザベス・アン・ヤング（1855年 - 1922年）の息子として生まれた。
マケインはミシシッピ大学に2年間通い、在学中にファイ・デルタ・シータ ΦΔΘ に所属。卒業後、マケインは兄ウィリアム・アレクサンダー・マケインが在学していた陸軍士官学校（ウェストポイント）への進学を志し、入試勉強まで行っていたが、後に志望を海軍兵学校（アナポリス）に変えた。アナポリスでのマケインは成績が振るわなかったばかりか、難聴で年一度の身体検査にも合格しなかったが、その他の面でそれなりの見所があったので不問に付された。マケインは1906年にアナポリスを卒業し、成績は116名中79位だった。年鑑において、マケインは「骸骨のような奴」などというレッテルを貼られた。
このアナポリス1906年組の主な同期にはロバート・L・ゴームレー（12位）、フランク・J・フレッチャー（26位）、ジョン・ヘンリー・「ジャック」タワーズ（31位）、ミロ・F・ドラエメル（34位）、オーブリー・フィッチ（順位不詳）がいる。
1909年8月9日、マケインは8歳年上のキャサリン・デービィ・ヴァルーと結婚した。

### 第一次世界大戦前後
マケインは戦艦コネチカット (USS Connecticut, BB-18) に配属され、1907年から1909年にかけて行われたグレート・ホワイト・フリートの世界一周航海に参加した。航海終了後、マケインはアジア戦隊勤務を経てサンディエゴの海軍基地に勤務した。
1914年から1915年にかけては装甲巡洋艦コロラド (USS Colorado, ACR-7) の幹部と機関将校を務めた後、メキシコ革命でのアメリカによるベラクルス占領期間の1915年9月に、マケインは太平洋艦隊旗艦の装甲巡洋艦サンディエゴ (USS San Diego) に着任し、サンディエゴが大西洋での船団護衛に使用するために回航されるとこれに従った。サンディエゴはトンプキンズヴィル、ニューヨークおよびハリファックス間でUボートが出没する海域にて船団護衛に従事した。マケインは1918年5月までサンディエゴに乗艦し、航海局に転勤した。マケインがサンディエゴを去って2ヵ月後、サンディエゴは U-156 の雷撃により沈没した。

### 戦間期
1920年代から1930年代にかけての戦間期には、マケインはメリーランド (USS Maryland, BB-46) 、ニューメキシコ (USS New Mexico, BB-40) 、給兵艦ニトロ (USS Nitro, AE-2) などで勤務した。彼が最初に艦長として着任したのは輸送艦シリウス (USS Sirius, AK-18) であった。1936年、マケインは51歳でパイロットに任命され、1937年から1939年まで空母レンジャー (USS Ranger, CV-4) 艦長に就任する。1941年1月に海軍少将に昇進し、大西洋艦隊に赴任。同艦隊の航空偵察部隊の司令官に就いた。この頃のマケインは「痩せぎすだが、性格は粗雑である」という評判と、飲む・打つの面でよって知られていた。その一方で、「勇気があり士気を鼓舞するのに優れている」とも評価されていた。マケイン自身は、「ほどよい妥協に論争、闘争の面すべてにおいて恵まれていた」と振り返っていた。他、「派手である」とか「神経質」という評判もあった。

### 第二次世界大戦

#### キングの子飼い

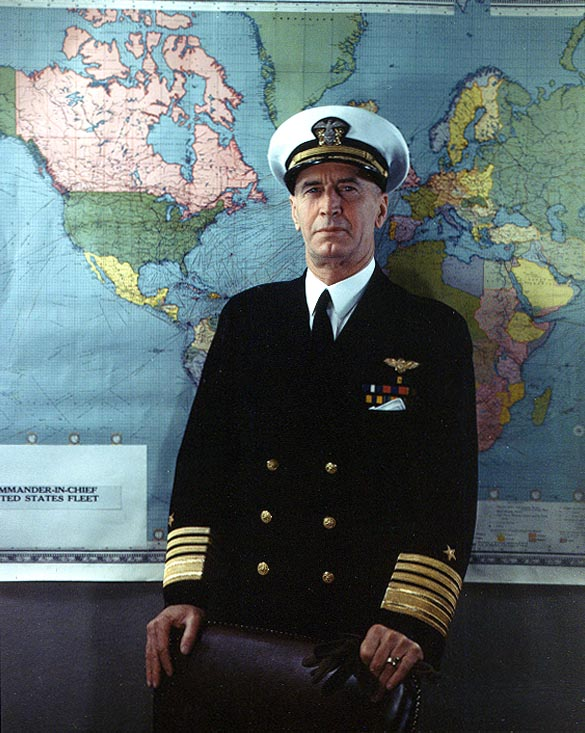
マケインの「後ろ盾」だったアーネスト・キング

1941年12月7日の真珠湾攻撃によりアメリカは第二次世界大戦に参戦。1942年5月、マケインは南太平洋航空部隊司令官に任命され、ソロモン諸島の戦いにおける基地航空部隊の指揮にあたった。特に8月のガダルカナル島の戦い以降はヘンダーソン飛行場を拠点とし、カクタス航空部隊を含む指揮下の航空部隊を以って、ガダルカナル島に接近する日本軍との対決に全力を傾けた。しかし、その最中の10月、マケインはワシントンD.C.に召喚される。当時、海軍省航空局局長だったのは、マケインの同期であるタワーズだった。このタワーズと犬猿の仲だった合衆国艦隊司令長官兼海軍作戦部長アーネスト・キング大将は、タワーズをどうにかして遠方に追いやる方策を考えていた。そこに、真珠湾に太平洋航空部隊を創設プランが浮上。キングはこれ幸いとタワーズを海軍中将に昇進させた上で太平洋航空部隊司令官として「栄転」という名の左遷を行った。そして、タワーズを追い払った後の航空局長の座に可愛がっていたマケインを据え、これまで自身の手が及ばなかった航空局の支配に成功した。マケインがキングの子飼いになった時期は定かではないが、ともかく、以後のマケインのキャリアには、何かとキングの影が付きまとうこととなる。

#### 第38任務部隊
1943年8月、マケインは海軍中将に昇進し、キングの「野望」の一つとして海軍作戦部内に創設された航空部の初代部長に就任し、キングは航空部の活動が軌道に乗るまでマケインを前線に出す気はなかった。この頃、アメリカ艦隊の再編成が行われ、中部太平洋方面部隊が創設された。この部隊は後に第5艦隊となり、レイモンド・スプルーアンス中将が率いていた。指揮下の機動部隊は第58任務部隊の司令官は当初、チャールズ・A・パウナル少将が率いていたが、パウナルはギルバート諸島の戦いなどで臆病の極みを見せて更迭され、後任にはマーク・ミッチャー中将が就任した。相前後してソロモン諸島の戦いもラバウルの孤立化をほぼ完成させて一段落し、ソロモン方面で指揮を執っていたウィリアム・ハルゼー大将は真珠湾に戻ってきていた。1944年5月、後に第3艦隊を率いるハルゼーとペアを組む機動部隊司令官の検討がなされたが、キングの一声によりマケインが司令官の座に就くこととなった。しかし、艦隊司令官の経験がなかったマケインは学習のため、マリアナ・パラオ諸島の戦いに参加して空母戦術の習得を行った。同年8月、予定通り第5艦隊は第3艦隊に代わったが、ミッチャーはマケインの任務部隊の総指揮を執る技量が未知数だったため、しばらくの間は例外的に第38任務部隊の指揮を執ることとなり、マケインは第38.1任務群を率いることとなった。
1944年10月、第38任務部隊は沖縄島、台湾を攻撃してフィリピンの戦いの露払いを行った。マケインの第38.1任務群は一連の攻撃を終え、10月22日夜にハルゼーの命令により休養と補給のためウルシー環礁に向かいつつあった。この2日前、レイテ島にアメリカ軍が上陸し、これを妨害するため日本艦隊が出撃した。10月24日、ハルゼーはマケインの第38.1任務群抜きで栗田健男中将の艦隊を攻撃し、戦艦武蔵を失った栗田艦隊は西航していった。これを見たハルゼーは、当面の撃破目標を北に発見した小沢治三郎中将率いる機動部隊とし、戦艦や巡洋艦、駆逐艦で構成された特別編成の第34任務部隊（ウィリス・A・リー中将）および3個任務群を機動部隊撃滅に急行させて、サンベルナルジノ海峡をがら空きにした。その間隙を突き、再び東航していた栗田艦隊が海峡を突破してサマール島近海でクリフトン・スプレイグ少将率いる護衛空母と駆逐艦、護衛駆逐艦からなる第77.4.3任務群（通称「タフィ3」）を攻撃。レイテ湾方面の敵勢力は第7艦隊（トーマス・C・キンケイド中将）指揮下の砲撃部隊で対処できると考えていたハルゼーだったが、キンケイドの泣き言に加え太平洋艦隊司令長官チェスター・ニミッツ大将からの「第34任務部隊はどこにいるか、世界が訝っている」の電文を受けショックを受け、空母部隊のうち1個任務群と第34任務部隊のうちの戦艦と軽巡洋艦、駆逐艦を南下させ、大急ぎで栗田艦隊攻撃を行うと同時に、マケインの第38.1任務群の休養を取り消して攻撃に加わらせた。もっとも、マケインは傍受した電文から独断で戦場に引き返していた。第38.1任務群はホーネット (USS Hornet, CV-12) 、ハンコック (USS Hancock, CV-19) 、ワスプ (USS Wasp, CV-18) の3空母からSB2C ヘルダイバーとTBF アヴェンジャーを繰り出し、退却する栗田艦隊に痛打を浴びせた。

#### 神風と台風

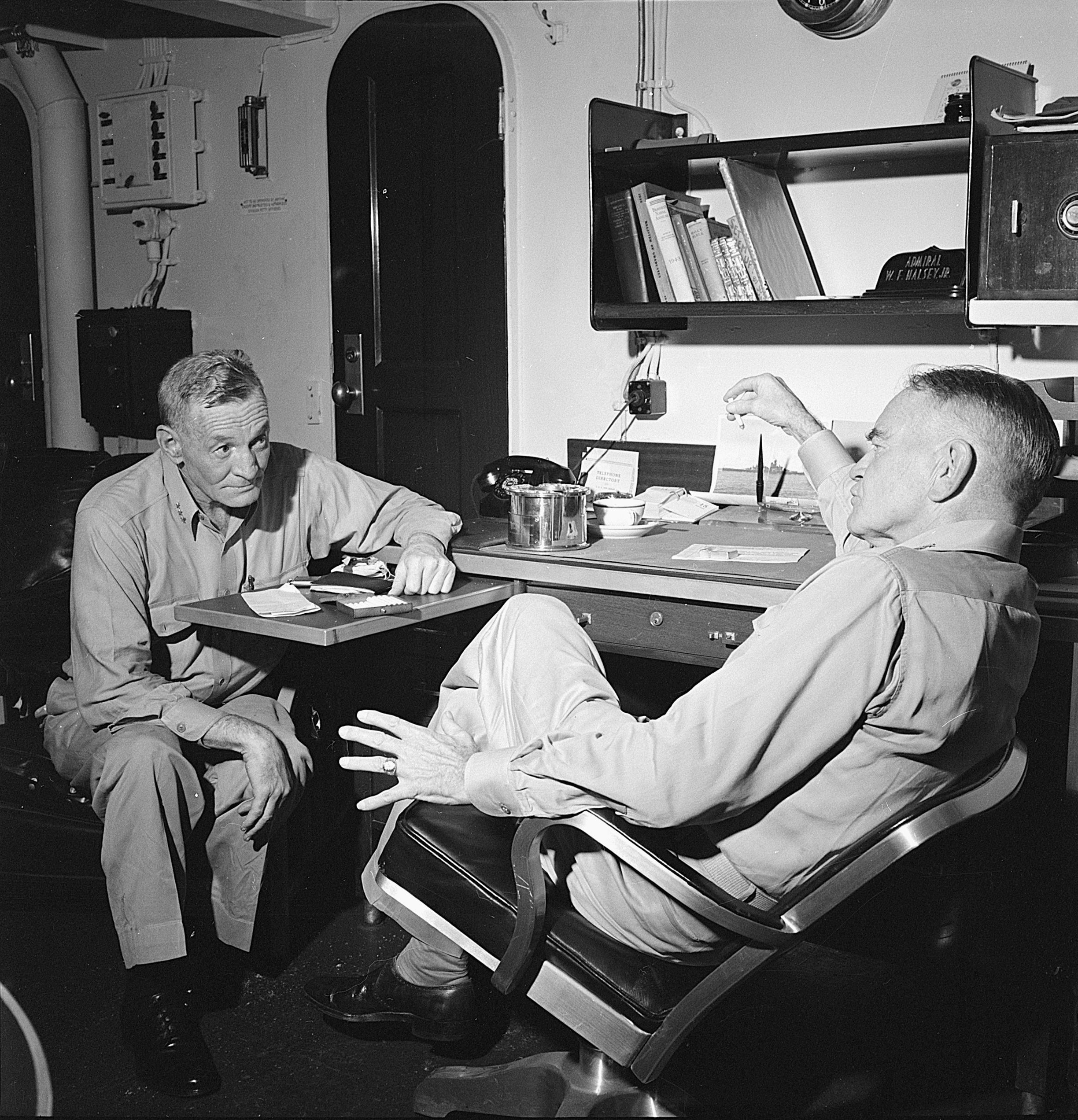
ニュージャージー艦内で対話するマケインとハルゼー（右）。1944年12月

海戦終了後の10月30日、マケインはミッチャーに代わって第38任務部隊の総指揮を執ることになった。その10月30日、サマール島東方洋上を行動していた第38.4任務群（ラルフ・E・デヴィソン少将）は神風特別攻撃隊葉桜隊の攻撃を受け、フランクリン (USS Franklin, CV-13) とベロー・ウッド (USS Belleau Wood, CVL-24) にそれぞれ1機命中して撃破し、フランクリンとベロー・ウッドは戦線離脱。ハルゼーは神風対策も兼ね、第38任務部隊の編成をこれまで4個任務群だったのを臨時に3個任務群に編成し直し、11月11日に予定されていた東京空襲を中止した。マケインは、任務部隊を陸岸から出来るだけ離すよう指示を出した。11月5日、今度はマケインの旗艦レキシントン (USS Lexington, CV-16) が神風特別攻撃隊葉桜隊の攻撃を受け、艦橋に1機命中し中破した。レキシントンはウルシーに後送され、マケインは旗艦をワスプに変更した。神風攻撃がますます脅威になるに及んで、マケインは新しい戦法を打ち出した。一つは、SB2C ヘルダイバーと TBF アヴェンジャーの数を減らし搭載戦闘機の数を倍増した上で、F6F ヘルキャットとF4U コルセアを戦闘爆撃機化して航空打撃力を底上げを図ることであり、もう一つは臨時編成だった3個任務群を正式に導入して、対空砲火と直衛戦闘機を濃密にしたことであった。
12月17日、マケインは折から艦隊に接近した台風に対し、「避けずに突破する」というハルゼーの決定を、自身の予想を述べた上で追認した。しかし、判断ミスにより艦隊は台風の真っ只中に突入する形となり、駆逐艦3隻が沈没して他の多くの艦艇にも損害が出た。また、146機の航空機と800名の乗組員が行方不明となった。ウルシー帰投後に開かれた査問委員会で、ハルゼーやマケインの判断ミスが災厄を招いたと結論付けられた。ハルゼーの更迭も考えられたが、国民的人気などを考慮して見送られた。1945年1月の南シナ海攻撃の後、ハルゼーは1月27日に、休養をとって戻ってきたスプルーアンスと交代して休養と次期作戦研究に入り、マケインもまたミッチャーと交代した。
1945年2月からの硫黄島の戦いを経て4月から沖縄戦が始まり、その最中の5月27日深夜、ハルゼーはスプルーアンスから交代して指揮を執り、翌28日にはマケインもミッチャーから交代した。マケインは空母シャングリラ (USS Shangri-La, CV-38) に自身の将旗を掲げた。直後の6月2日から3日にかけて、折りからの暴風雨の間隙を突いて九州を攻撃した第38任務部隊は、補給のため南に下がった。そこに、艦載機から台風の報告がもたらされた。ハルゼーは幕僚とともに台風の予想針路を検討した上で台風の南側に廻りこむよう指示し、全艦隊を南東方向に向かわせた。しかし、ハルゼーやマケインらの予測はまたもや外れ、コブラ台風の二の舞を演じることとなった。ハルゼーは戦術指揮を一時的にマケインに委譲し、マケインは全艦隊の針路を北に向けた。やがて第38任務部隊は台風から抜け出したが、コブラ台風の時とは違って沈没艦はなかったものの、重巡洋艦ピッツバーグ (USS Pittsburgh, CA-72) の艦首は大きくもぎ取られて漂流し、空母ホーネットおよびベニントン (USS Bennington, CV-20) の前部飛行甲板は折損してしまうなど、多大な被害が出てしまった。6月19日に第38任務部隊がレイテ湾に帰投するや否や、マケインはハルゼーらとともに戦艦ニューメキシコ (USS New Mexico, BB-40) で開かれた査問委員会に召喚された。今次の被害の原因はコブラ台風のときと同様、ハルゼーの判断ミスにあると結論付けられ、ハルゼーとマケインを今度こそ更迭すべきとの意見が出された。ハルゼーは国民的人気を理由にまたもや首が繋がったが、マケインは後ろ盾だったキングからも事実上見捨てられることとなり、近い将来に更迭されることが内定した。

### 最後の日々

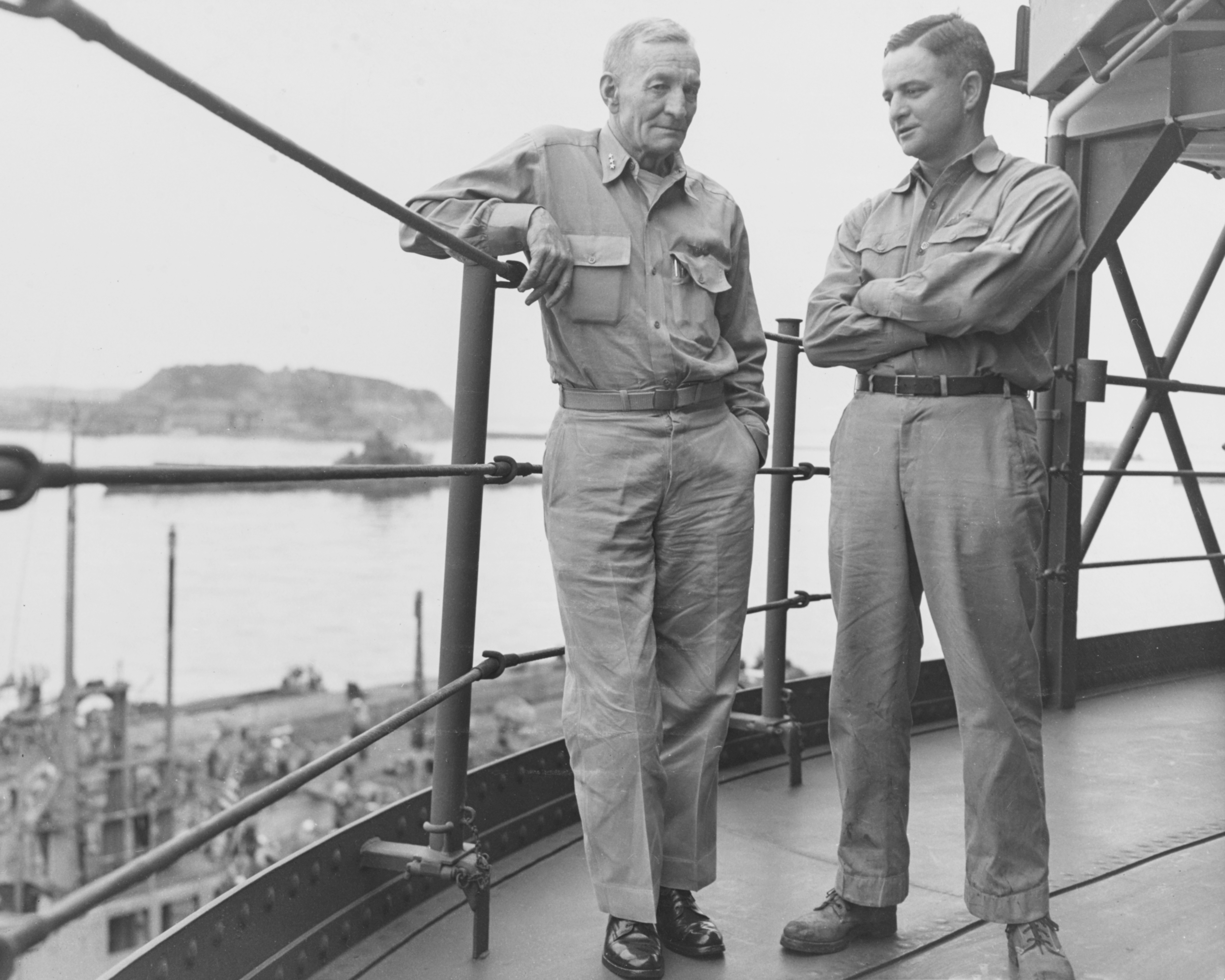
潜水母艦プロテウス艦上でのマケイン・シニアとマケイン・ジュニア（右）。マケイン・シニアが亡くなる4日前の姿である。手すり越しに伊14と思われる潜水艦も映っている。1945年9月2日

8月の戦争終結時までに、マケインの体重は約100ポンド（約45キログラム）にまで減少した。7月1日、第38任務部隊はレイテ湾を出撃して日本各地への攻撃に向かった。7月15日に第38任務部隊の艦載機は青函連絡船を壊滅させ、戦艦群は室蘭への艦砲射撃を行った。これと同じ日、マケインの元に通知が届いた。通知の内容は、「第38任務部隊のエニウェトク環礁への帰投予定日である8月14日に、第38任務部隊司令官のポジションをタワーズに譲り、休養をはさんでオマール・ブラッドレー陸軍中将率いる復員軍人局での局長代理に任ずる」というものであった。マケインは、台風の件で詰め腹を切らされたと悟った。マケインはベッドで横にならないといけないほど衰弱しており、戦争が終わると同時に休養のための帰国を申し出ていたが、どうしても「マケインの偉業」をマケイン自身に見せたかったハルゼーと参謀長のロバート・カーニーにより、申し出は100パーセント通らなかったものの、一連の行事が終われば即座に帰国させる約束を取り付けた。そして、9月2日の戦艦ミズーリ (USS Missouri, BB-63) 艦上における日本の降伏文書調印式に参列。その後本国への転勤命令に従って夕刻に空路帰国の途に就いた。しかし、4日後の9月6日、マケインはコロナド (カリフォルニア州)の自宅で心臓発作を起こし死去した。61歳没。カーニーは、「マケインの心臓発作はこれが最初のものではなかっただろうが、マケインは少なくとも家に帰り着くまでは倒れも死にもしなかった」と結論付けた。
死後の1949年、マケインはフランシス・マシューズ海軍長官の推薦を経て、アメリカ合衆国議会により海軍大将の地位と海軍十字章、2個の金星章を追贈された。

### 家族 その他
ひ孫のうち、ジョン・S・「ジャック」マケイン4世は2009年にアナポリスを卒業。ジェームズ・ヘンズリー・「ジミー」マケインは2006年にアメリカ海兵隊に入隊し、イラク戦争に参加したあと2008年に除隊した。ダグラス・マケインはA-6 イントルーダーのパイロットを務めた後、民間航空業界に転身した。
ミシシッピ州メリディアンにあるメリディアン海軍航空基地の管制塔にはマケインの名前が冠せられている。ミッチャー級駆逐艦の2番艦は彼に、アーレイ・バーク級ミサイル駆逐艦の6番艦は彼と彼の息子とその息子（シニアの孫）にちなんで命名された。
あまり知られていないことだが、マケインは作家を志した時期があり、「カスパー・クラブフット」というペンネームで何冊かのフィクション冒険小説を書いたが、それらが世に出ることはなかった。